# John Connor (cầu thủ bóng đá, sinh 1893)
John Connor (sinh năm 1893) là một cầu thủ bóng đá, thi đấu cho Huddersfield Town.